# Acalodegma
Acalodegma is een kevergeslacht uit de familie van de boktorren (Cerambycidae). De wetenschappelijke naam van het geslacht werd voor het eerst geldig gepubliceerd in 1877 door Thomson.

## Soorten
Acalodegma omvat de volgende soorten:
- Acalodegma servillei (Blanchard, 1851)
- Acalodegma vidali Elgueta & Cerda, 2002